# Thomas Johanson
Thomas Mark Mikael Johanson (Helsinki, 3 juni 1969) is een Fins zeiler.
In 1993 werd Johanson wereldkampioen in de laser.
Johanson won tijdens de Olympische Zomerspelen 2000 samen met Jyrki Järvi de gouden medaille in de 49er.

## Resultaten

### Wereldkampioenschappen
| Jaar | Plaats   | Resultaten |
| ---- | -------- | ---------- |
| 1993 | Auckland | laser      |
| 2000 | Guaymas  | 49er       |

### Olympische Zomerspelen
| Jaar | Plaats  | Resultaten |
| ---- | ------- | ---------- |
| 1996 | Atlanta | 8e laser   |
| 2000 | Sydney  | 49er       |
| 2004 | Athene  | 8e 49er    |

2000: Jyrki Järvi / Thomas Johanson ·
2004: Xabier Fernández / Iker Martínez ·
2008: Martin Kirketerp / Jonas Warrer ·
2012: Iain Jensen / Nathan Outteridge ·
2016: Peter Burling / Blair Tuke ·
2020: Dylan Fletcher / Stuart Bithell ·
2024: Diego Botín / Florián Trittel